# Таны (посёлок)
Таны — посёлок в Свердловской области России. Входит в городской округ город Нижний Тагил.

## Географическое положение
Посёлок Таны расположен в 49 километрах (по автодороге в 70 километрах) к западу-юго-западу от города Нижнего Тагила, на обоих берегах реки Межевой Утки (правом притоке реки Чусовой), в устье её правых притоков — рек Большая Таны и Малая Таны.

## История посёлка
Посёлок Таны возник в 1953-1954 годах как поселение лесозаготовителей. В 1980-е годы был построен автомобильный мост через реку Межевую Утку, который был разрушен во время паводка в 1990-х годах. С конца 1980-х годов в связи с окончанием вырубки посёлок был заброшен. Оставшиеся дома используются как дачи и как базы для охотников. До 2004 года каждое лето натягивался подвесной пешеходный мост длиной в 100 метров.

## Население
| 2002 | 2010 |
| ---- | ---- |
| 18   | ↘0   |

В 1960-е годы количество жителей достигало 300 человек. С 2010 года постоянного населения посёлок не имеет, проживают только дачники.